# Episcopia Slatinei și Romanaților
Episcopia Slatinei și Romanaților este o eparhie a Bisericii Ortodoxe Române și este parte componentă a Mitropoliei Olteniei. Are sediul în municipiul Slatina și jurisdicția peste județul Olt. Din 25 martie 2008 este condusă de episcopul Sebastian Pașcanu, primul ei ierarh.
Eparhia este formată din patru protopopiate: Slatina1, Slatina2 Nord, Caracal și Corabia, fiecare dintre acestea având protoiereul său, numit în funcție de către chiriarh. 
Episcopia Slatinei și Romanaților a apărut în 2008, după ce județul Olt s-a desprins din Arhiepiscopia Râmnicului.